# Artūras Jeršovas
Artūras Jeršovas (ur. 10 lipca 1986 roku w Wilnie) – litewski piłkarz, występujący na pozycji napastnik, piłkarz reprezentacji Litwy. Od 2010 roku zawodnik klubu Žalgiris Wilno